# Philippe Ier de Brunswick-Grubenhagen
 Philippe Ier de Brunswick-Grubenhagen  (1476 – 4 septembre 1551, Herzberg) est duc de Brunswick-Lunebourg et régnant  sur la principauté de Grubenhagen de 1485 à sa mort.

## Biographie
Philippe Ier est un membre de la lignée des Welf qui règne sur la principauté de Grubenhagen. Il est le second fils du duc Albert II de Grubenhagen et de son épouse Elizabeth, comtesse de Waldeck. Philippe est le dernier membre de la lignée de Grubenhagen à utiliser le titre de Duc de Brunswick. Ses successeurs porteront le titre de Duc de Brunswick et Lunebourg, comme de nombreux autres princes de la lignée des Welf.
À la mort de son père en 1485 il est placé sous la régence de son cousin germain Henri IV et de sa mère Elisabeth. Dès 1486 il intervient lui-même dans les affaires et en 1494, il s'empare du gouvernement de sa principauté. Il établit son pouvoir au château de Herzberg, qui est complètement détruit par un incendie en 1510. Son cousin Henri IV meurt sans enfant en 1526 et Philippe hérite sa part de la principauté, réunifiant ainsi Grubenhagen sous le gouvernement d'une seul duc pour la première fois depuis 1479.
Philippe est l'un des premiers princes allemands à adhérer à la Réforme protestante. Il est présent lors de la Diète de Worms en 1521 et rejoint la Ligue de Torgau en 1526. En 1531, il forme avec d'autres princes la ligue de Smalkalde. Il sécularise ensuite les monastères  de sa principauté et 1538, il impose le Luthéranisme pour la Grubenhagen et déclare la doctrine du pape de l'Église catholique abolie. En 1546 Philippe et ses fils participent à la campagne militaire menée par la ligue de Smalkalde en Allemagne du sud, qui se termine par la défaite de d'Ingolstadt. Cette campagne provoque la colère de l'empereur Charles Quint. Après la défaire des Protestants, il toutefois pardonné et en 1548 réinvesti dans son duché.
À sa mort il a comme successeur en 1551 son fils Ernest III qui lui-même sans héritier a comme successeur son frère cadet en 1567, Wolfgang.
Lorsque Wolfgang meurt en 1595 également sans héritier, la succession échoit au dernier fils de Philippe Ier, Philippe II. À la mort de Philippe II lui aussi sans héritier la lignée masculine de la principauté de Grubenhagen de la maison des Welf se termine.

## Unions et postérité
Philippe Ier se marie deux fois. Sa première épouse anonyme meurt en couches en 1509. Ils ont un seul enfant :
- Philippe (1509–1512).

Il se remarie avec Catherine de Mansfeld-Vorderort (1er octobre 1501 – 1535) avec qui il a neuf enfants :
- Ernest III (IV) (17 décembre 1518 – 2 avril 1567), prince de Grubenhagen ;
- Élisabeth (18 mars 1520 – 1520) ;
- Albert (20 octobre 1521 – 20 octobre 1546) ;
- Philippe (10 juin 1523 – 1531) ;
- Catherine (30 août 1524 – 24 février 1581), épouse en premières noces le duc Jean-Ernest de Saxe-Cobourg, puis en secondes noces le comte Philippe II de Schwarzbourg-Leutenberg ;
- Jean (28 mai 1526 – 2 septembre 1557), associé au pouvoir en 1551, tué lors de la bataille de Saint-Quentin ;
- Barbara (25 janvier 1528 – 1528) ;
- Wolfgang (6 avril 1531 – 14 mars 1595), prince de Grubenhagen ;
- Philippe II (2 mai 1533 – 4 avril 1596), prince de Grubenhagen.

## lien externe
- Philipp de Brunswick-Grubenhagen sur le site Medieval Lands.